# Agnabella
Az Agnabella egyéni névalkotás az Ágnes és a  Bella nevekből.

## Képzett nevek
Ágnes, Bella, Annabella, Arabella, Dorabella, Izabella, Krisztabell,  Ági, Agnéta, Aglent, Bara, Baranka, Inez

## Gyakorisága
Az újszülötteknek adott nevek körében az 1990-es évekbeni előfordulásáról nincs adat. A 2000-es és a 2010-es években sem szerepelt a 100 leggyakrabban adott női név között.
A teljes népességre vonatkozóan az Agnabella sem a 2000-es, sem a 2010-es években nem szerepelt a 100 leggyakrabban viselt női név között.